# Ждіоара
Ждіоара (рум. Jdioara) — село у повіті Тіміш в Румунії. Входить до складу комуни Крічова.
Село розташоване на відстані 340 км на північний захід від Бухареста, 69 км на схід від Тімішоари.

## Населення
За даними перепису населення 2002 року у селі проживали 607 осіб. Рідною мовою 603 особи (99,3%) назвали румунську.
Національний склад населення села:
| Національність | Кількість осіб | Відсоток |
| -------------- | -------------- | -------- |
| румуни         | 587            | 96,7%    |
| цигани         | 7              | 1,2%     |
| українці       | 7              | 1,2%     |